# (20001) 1991 CM
1991 سي أم (ويعرف أيضًا باسم (20001) 1991 سي أم وفق تسمية الكوكب الصغير) (بالإنجليزية: 1991 CM)‏ هو كويكب ضمن حزام الكويكبات؛ وترتيبه 20001 من حيث الاكتشاف.
اكتُشف هذا الجُرم الفلكي بواسطة هيروشي موري في 5 فبراير 1991.

## وصلات خارجية
- (20001) 1991 CM في قاعدة بيانات مختبر الدفع النفاث لأجرام النظام الشمسي الصغيرة

- الاكتشاف · مخطط المدار ·  العناصر المدارية · المعلمات المادية

- (20001) 1991 CM على موقع ويكي سكاي: DSS2, SDSS, GALEX, IRAS, Hydrogen α, X-Ray, Astrophoto, Sky Map, Articles and images